# Le Retour de Django
Pour plus de détails, voir Fiche technique et Distribution.
Le Retour de Django (titre original : Il Figlio di Django) est un western italien réalisé par Osvaldo Civirani, sorti en 1967.

## Synopsis
Jeff Tracy part retrouver les assassins de son père, le célèbre Django.

## Fiche technique
- Titre original : Il Figlio di Django
- Réalisation : Osvaldo Civirani

## Distribution
- Gabriele Tinti (VF : Denis Savignat) : Jeff Tracy, fils de Django
- Guy Madison (VF : Roger Rudel) : Père Fleming
- Ingrid Schoeller (VF : Jeanine Freson) : Mrs Grayson
- Daniele Vargas (VF : Pierre Garin) : Clay Ferguson
- Bob Messenger (VF : Raymond Loyer) : Logan
- Ignazio Spalla (VF : Claude Bertrand) : Thompson
- Ivan Scratuglia (VF : Georges Poujouly) : Four Aces
- Giorgio Dionisio (VF : Claude Joseph) : Joe (John en VF) Grayson
- Bob Johnson (VF : Jean Clarieux) : Hurricane
- Giuseppe Castellano (VF : Lucien Bryonne) : Bill
- Franco Gulà (VF : Paul Villé) : le réceptionniste de l'hôtel de Topeka
- John Bartha (VF : Robert Le Béal) : le shérif